# David Viñas

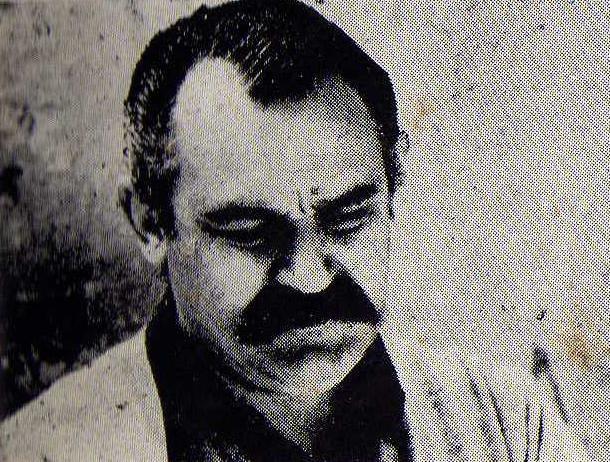
David Viñas, 1969

David Viñas (* 28. Juli 1927 in Buenos Aires; † 10. März 2011 ebenda) war ein argentinischer Literaturwissenschaftler und Schriftsteller.

## Leben
David Viñas studierte Literaturwissenschaften an der Universidad de Buenos Aires (UBA) und konnte dieses Studium mit einer Promotion erfolgreich abschließen. Zusammen mit Kommilitonen gründete er 1953 die literarische Zeitschrift „Contorno“ und in dieser konnte er – bis zu deren letztmaligem Erscheinen 1959 – seine frühen literarischen Werke veröffentlichen.
Politisch interessiert und engagiert war Viñas eher anti-peronistisch eingestellt, später fand man ihn dann in der Führung des trotzkistisch ausgerichteten Movimiento de Liberación Nacional. Als sich 1976 die Junta unter General Jorge Rafael Videla an die Macht geputscht hatte, ging Viñas ins Exil nach Europa. Seine beiden Kinder, María Adelaida und Lorenzo Ismael, blieben in Argentinien; sie wurden von der Geheimpolizei entführt und verschwanden für immer.
Zwischen 1976 und 1983 lebte Viñas in Spanien und für einige Zeit auch in Berlin. Als mit Präsident Raúl Alfonsín Argentinien wieder zur Demokratie fand, kehrte er nach einem Aufenthalt in Mexiko-Stadt in seine Heimatstadt zurück.
1986 nahm Viñas einen Ruf als Professor für argentinische Literatur an die UBA an. Als solcher leitete er viele Jahre dort das Instituto de Literatura Argentina.
David Viñas verstarb am 10. März 2011 im Alter von 83 Jahren in Buenos Aires.

## Ehrungen
- 1957: Premio Gerchunoff
- 1962: Premio Nacional de Literatura
- 1972: Premio Nacional de Teatro
- 1991: Guggenheim-Stipendium (Dies wurde ihm zwar zugesprochen; Viñas jedoch lehnte das Stipendium ab.[2])

## Werke (Auswahl)
Essays
- 1955: Literatura argentina y política. De los jakobinos porteños a la bohemia anarquista
- 1970: Literatura argentina y realidad política. De Sarmiento a Cortázar
- 1971: De los monoteros a los anarquistas* 1983: los anarquistas en América Latina
- 1973: Momentos de la novela en América Latina
- 1982: Indios, ejército y fronteras

Romane
- 1955: Cayó sobre su rostro. Novela
- 1957: Un dios cotidiano. Novela
- 1958: Los dueños de la tierra. Novela
- 1962: Dar la cara. Novela
- 1966: En semana trágica. Novela
- 1969: Cosas concretas. Novela
- 1971: Jauría. Novela
- 1979: Cuerpo a cuerpo. Novela
- 2006: Tartabul. Novela

Theaterstücke
- Dorrego
- Lisandro
- Maniobras
- Sarah Goldmann
- Tupac-Amaru
- Walsh y Gardel